# Ponto quente de Jan Mayen

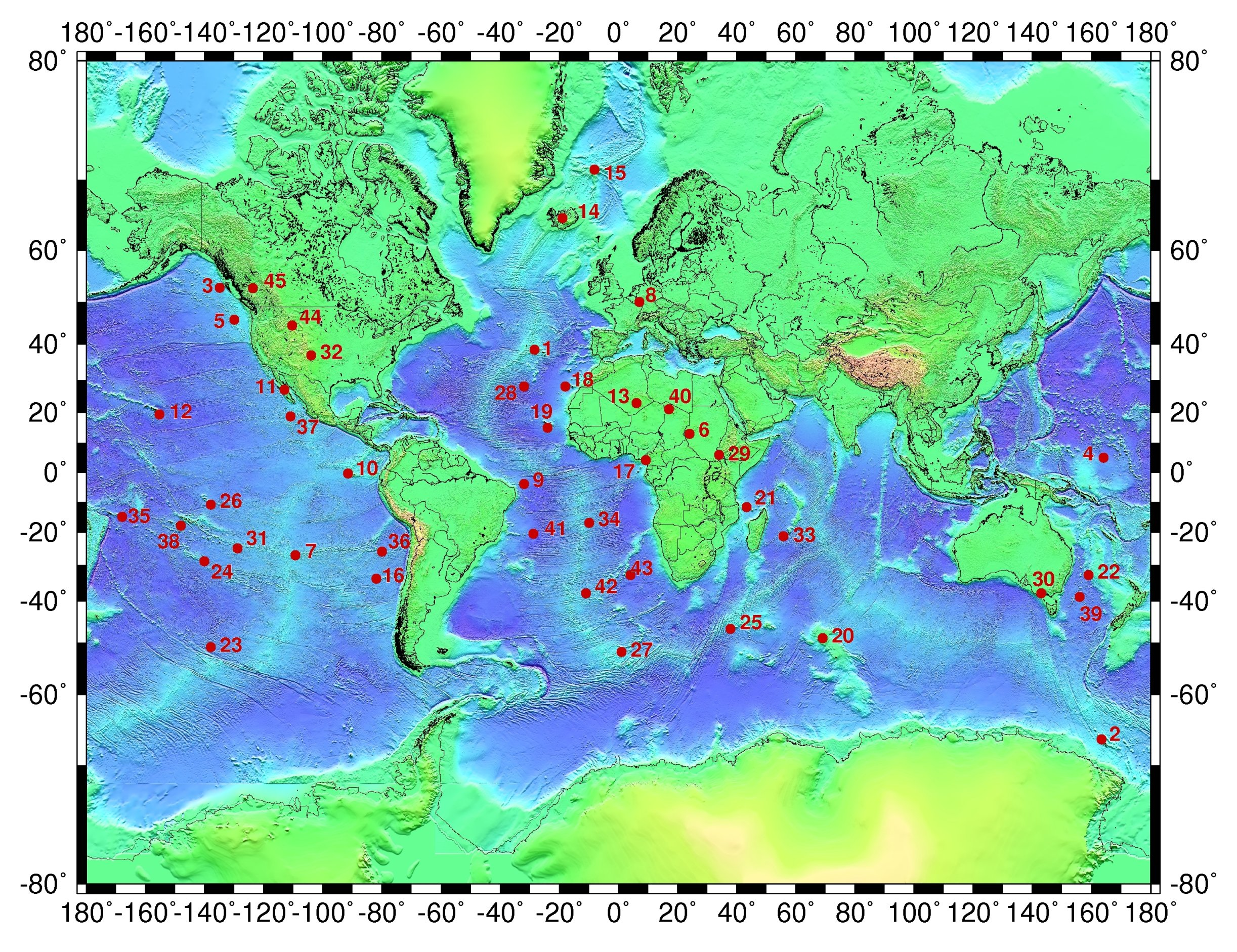
O ponto quente de Jan Mayen está identificado pelo n.º 15 no mapa.

Ponto quente Jan Mayen (Jan Mayen hotspot) é um ponto quente mantélico instalado sob a junção tripla existente nas proximidades da ilha Jan Mayen, a nordeste da Islândia, de que resultou a formação de um complexo vulcânico que deu origem à atividade vulcânica que formou a ilha de Jan Mayen e mantém ativo o vulcão Beerenberg.